# Ryutaro Hashimoto
Ryutaro Hashimoto (29. juli 1937 i Honshu – 1. juli 2006 i Tokyo) var en japansk politiker og landets 82. og 83. premierminister i perioden 11. januar 1996 til 30. juli 1998. Han fortsatte med at være en stærk person indenfor LDP frem til 2004 da det blev opdaget at han havde modtaget en check på ¥100 miljoner fra Japan Dental Association, hvorpå han afsluttede alle sine politiske stillinger.
- Wikimedia Commons har flere filer relateret til Ryutaro Hashimoto

1. ↑  Navnet er anført på engelsk og stammer fra Wikidata hvor navnet endnu ikke findes på dansk.
2. ↑  Navnet er anført på svensk og stammer fra Wikidata hvor navnet endnu ikke findes på dansk.
3. ↑  Navnet er anført på engelsk og stammer fra Wikidata hvor navnet endnu ikke findes på dansk.
4. ↑  Navnet er anført på engelsk og stammer fra Wikidata hvor navnet endnu ikke findes på dansk.
5. ↑  Navnet er anført på engelsk og stammer fra Wikidata hvor navnet endnu ikke findes på dansk.
6. ↑  Navnet er anført på engelsk og stammer fra Wikidata hvor navnet endnu ikke findes på dansk.
7. ↑  Navnet er anført på japansk og stammer fra Wikidata hvor navnet endnu ikke findes på dansk.
8. ↑  Navnet er anført på engelsk og stammer fra Wikidata hvor navnet endnu ikke findes på dansk.